# Leptonema maculatum
Leptonema maculatum är en nattsländeart som beskrevs av Martin E. Mosely 1933. Leptonema maculatum ingår i släktet Leptonema och familjen ryssjenattsländor. Inga underarter finns listade i Catalogue of Life.